# Milionia latifasciata
Milionia latifasciata är en fjärilsart som beskrevs av Butler 1881. Milionia latifasciata ingår i släktet Milionia och familjen mätare. Inga underarter finns listade i Catalogue of Life.